# Voor de tover
Voor de tover is een livealbum van de Nederlandse band De Dijk, uitgebracht in 1998.
De nummers zijn opgenomen in Paradiso Amsterdam, Noorderligt Tilburg, De Oosterpoort Groningen, De Heeren van Aemstel Amsterdam, Café Studio Haarlem, Studio 150 Lounge Amsterdam, Café De Engelbewaarder Amsterdam, Openluchttheater Bloemendaal, De Nieuwe Markt Woerden en Openluchttheater Vondelpark Amsterdam.

## Nummers
| Nr. | Titel                         | Schrijver(s)                                              | Duur |
| --- | ----------------------------- | --------------------------------------------------------- | ---- |
| 1.  | Binnen zonder kloppen         | Pim Kops, Huub van der Lubbe                              | 5:54 |
| 2.  | Laat het vanavond gebeuren    | Nico Arzbach, Antonie Broek, Huub van der Lubbe           | 4:51 |
| 3.  | Onderuit                      | Huub van der Lubbe                                        | 5:21 |
| 4.  | Merk je het niet              | Huub van der Lubbe                                        | 5:38 |
| 5.  | Wat heb ik al die tijd gedaan | Nico Arzbach, Huub van der Lubbe                          | 5:29 |
| 6.  | Jij bent                      | Pim Kops, Huub van der Lubbe                              | 3:43 |
| 7.  | Nergens goed voor             | Pim Kops, Huub van der Lubbe                              | 5:13 |
| 8.  | Als ze er niet is             | Hans van der Lubbe, Huub van der Lubbe                    | 3:58 |
| 9.  | Voor de tover                 | Nico Arzbach, Huub van der Lubbe                          | 5:15 |
| 10. | Pijn in mijn hart             | Naomi Neville, Huub van der Lubbe                         | 3:55 |
| 11. | Vroeger laat                  | Nico Arzbach, Antonie Broek, Huub van der Lubbe           | 5:27 |
| 12. | Wanhoop niet                  | Nico Arzbach, Pim Kops, Antonie Broek, Huub van der Lubbe | 5:05 |
| 13. | Niemand in de stad            | Nico Arzbach, Huub van der Lubbe                          | 6:37 |
| 14. | Groot hart                    | Nico Arzbach, Huub van der Lubbe                          | 5:05 |
| 15. | Ik kan het niet alleen        | Nico Arzbach, Antonie Broek, Huub van der Lubbe           | 5:49 |